# 野崎城 (河内国)
野崎城（のざきじょう）は、大阪府大東市にあった日本の城。

## 概要
野崎城は、慈眼寺（野崎観音）の裏山に築かれた城で、標高114.4mの山頂に本曲輪の削平地を構築した。また飯盛山の東の支脈の突き出した場所で、平地が狭かったことから、交通の便、天然の要害で古くから戦略上の要点とされてきた。
慈眼寺から飯盛山城に向かう登山道にこの野崎城が位置する。

## 沿革
河内国守護畠山氏の内紛の際、畠山尚順が立てこもる野崎城に畠山義豊が攻めた、という記述あるのみで、歴史については不明な点が多い。河内国の北半分の拠点であった若江城の支城として、守護代の遊佐氏の一族が守っていたようである。
その後、飯盛山城の築城後には、飯盛山城の出城となっていたと考えられている。野崎城に関する築城、廃城が記載された文献は残されていないが、廃城に関しては、飯盛山城と同時期天正4年（1576年）ではないかと推定されている。

## 城郭
山頂に本曲輪を設け、その東側に10m以上の堀切を配し、本曲輪の西と北に出曲輪、更に西の山麓の傾斜添いに3段にわたる4つの曲輪を設けている。

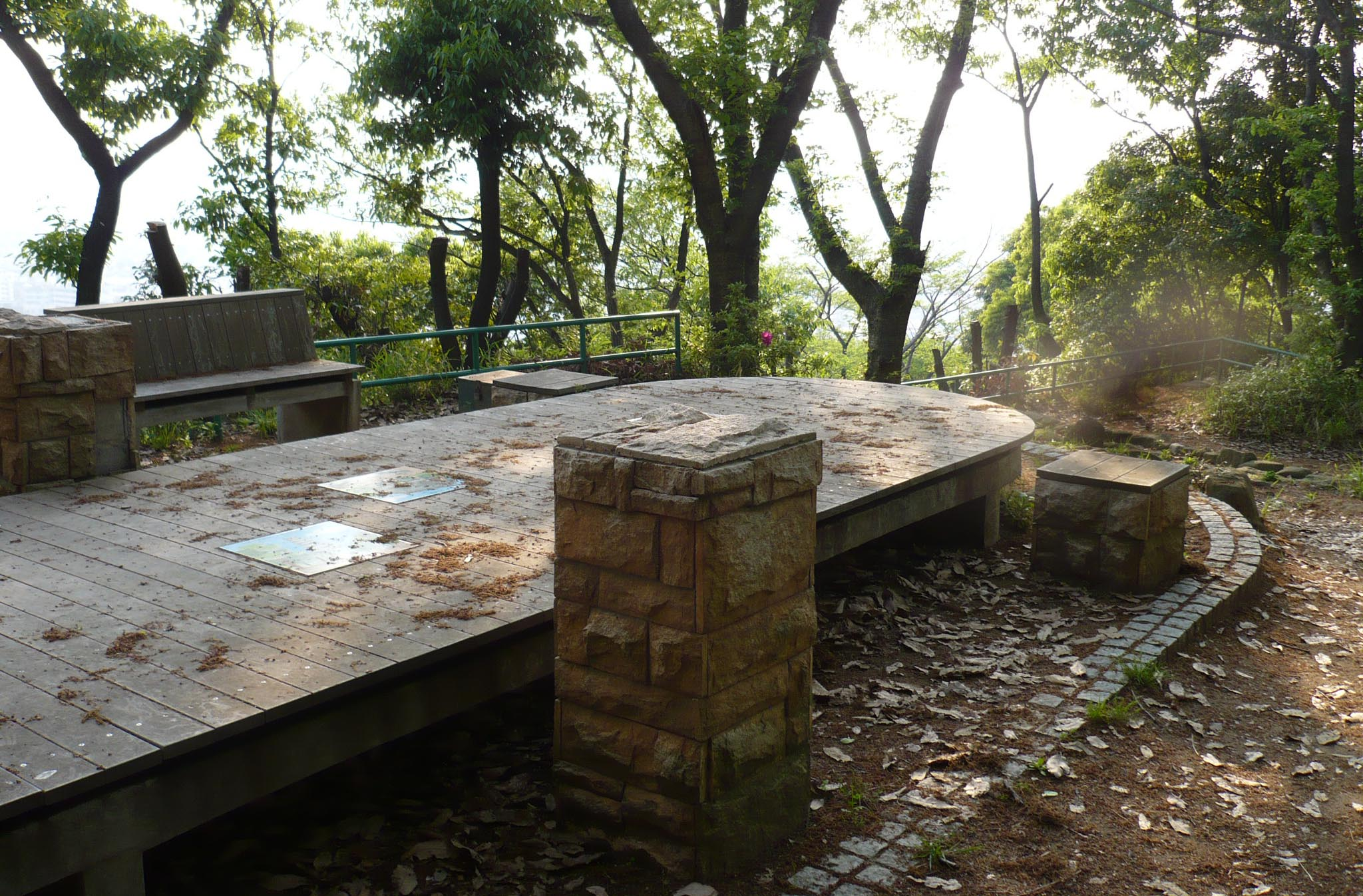
西三段目曲輪
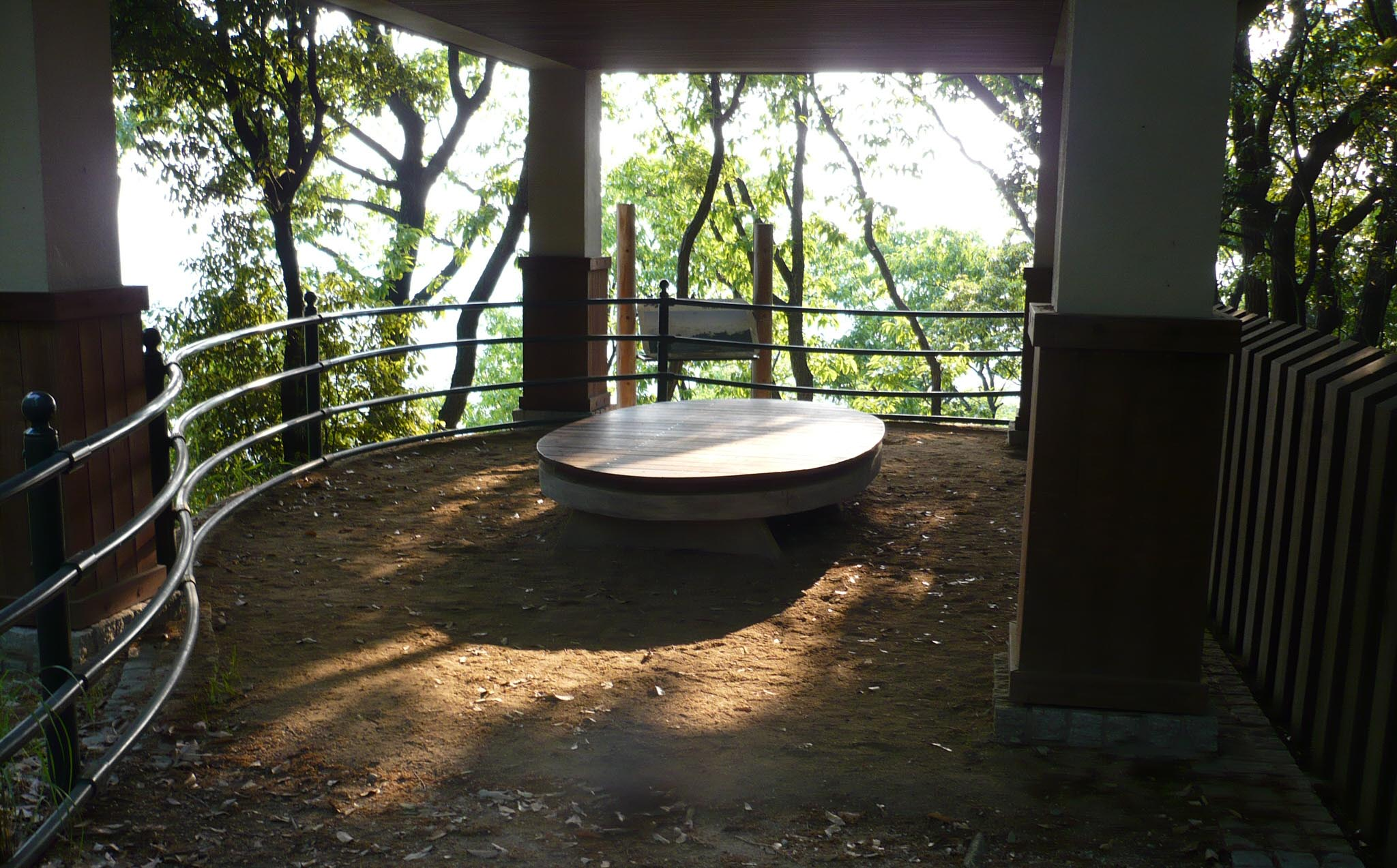
西出曲輪
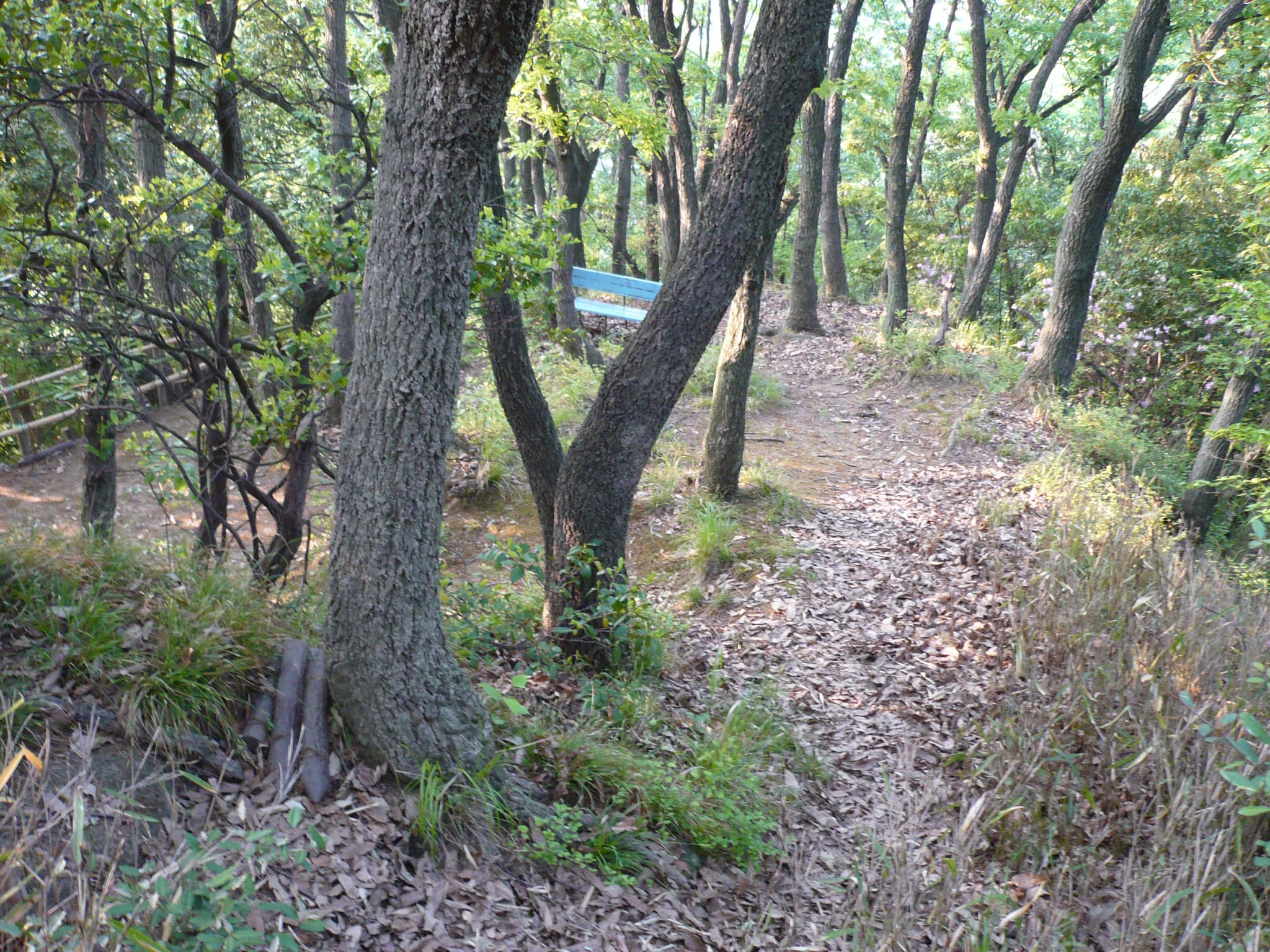
北出曲輪
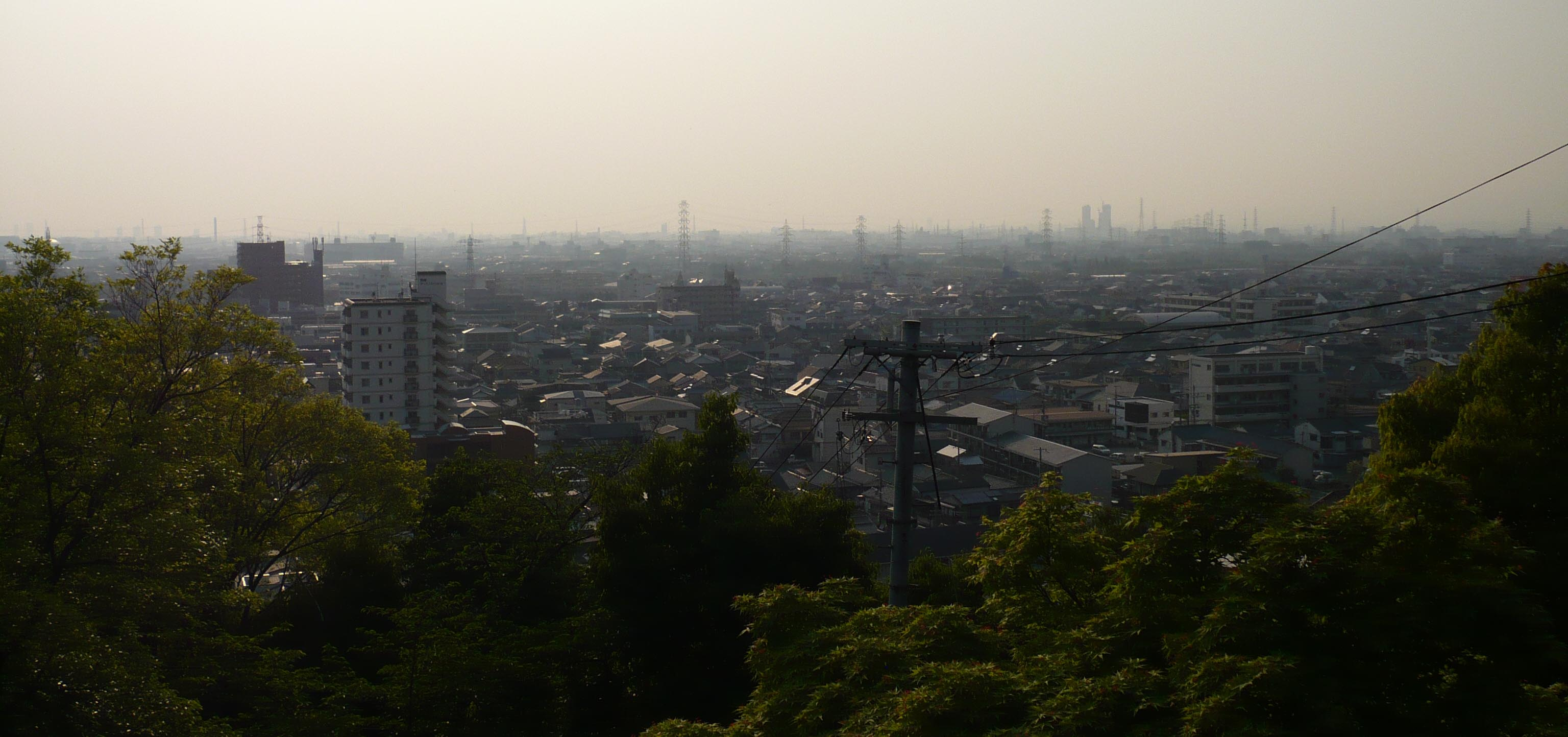
野崎城からの眺望

## 城跡へのアクセス
- 車でのアクセス

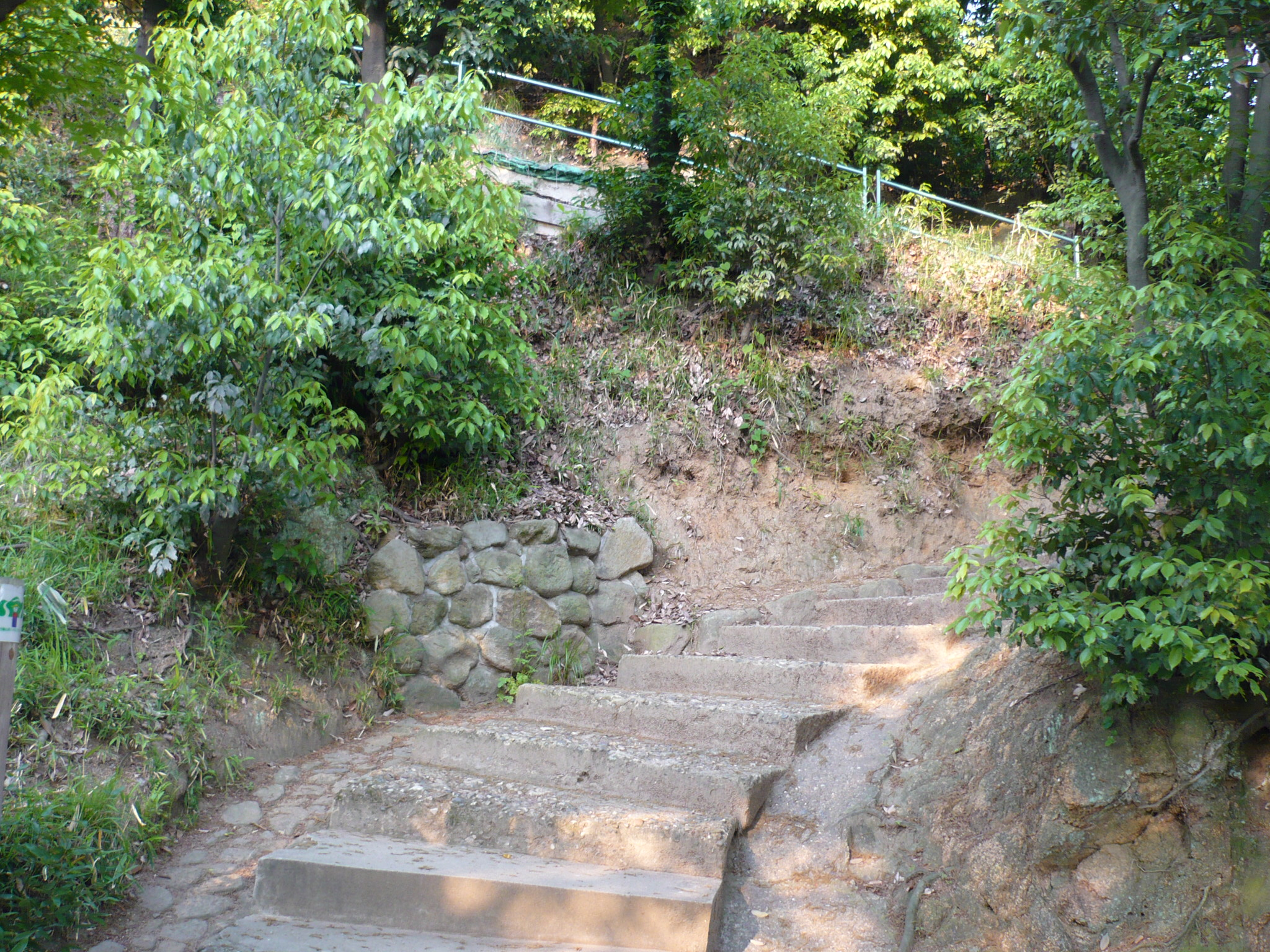
野崎城への登山道入口

  - 阪神高速13号東大阪線　水走出入口　→　国道170号旧道を北上
  - 近隣に駐車場無し（慈眼寺に参拝者用の駐車場有り）
- 公共交通機関でのアクセス
  - JR西日本　学研都市線　野崎駅　→　約10分　→　野崎観音　→　約10分